# بخش لا کاپیتال (سانتافه)
بخش لا کاپیتال (به اسپانیایی: Departamento La Capital) یک منطقهٔ مسکونی در آرژانتین است که در استان سانتافه واقع شده‌است. بخش لا کاپیتال ۳٬۰۵۵ کیلومتر مربع مساحت و ۴۸۹٬۵۰۵ نفر جمعیت دارد.